# Писаренко, Николай Фомич
Николай Фомич Писаренко (1915—1974) — красноармеец Рабоче-крестьянской Красной Армии, участник Великой Отечественной войны, Герой Советского Союза (1945).

## Биография
Николай Писаренко родился в 1915 году в селе Царицын Кут (ныне — Приморское Васильевского района Запорожской области). В апреле 1944 года он был призван на службу в Рабоче-крестьянскую Красную Армию. С августа того же года — на фронтах Великой Отечественной войны, был наводчиком 57-миллиметрового орудия 44-й мотострелковой бригады 1-го танкового корпуса 2-й гвардейской армии 1-го Прибалтийского фронта. Участвовал в сражениях на территории Литовской ССР.
18 августа 1944 года в составе своего расчёта Писаренко участвовал в отражении немецкой контратаки в районе станции Кужяй к западу от Шяуляя, во время которой противник понёс большие потери в живой силе и боевой технике. 19 августа Писаренко лично уничтожил 4 танка противника, сам был ранен, но продолжал вести огонь, подбив ещё 2 танка и 1 самоходную артиллерийскую установку. Когда орудие Писаренко было уничтожено, а сам он вновь был ранен, артиллеристы продолжали вести бой стрелковым оружие и гранатами, подбив ещё один танк.
Указом Президиума Верховного Совета СССР от 24 марта 1945 года за «мужество, отвагу и героизм, проявленные в борьбе с немецкими захватчиками» красноармеец Николай Писаренко был удостоен высокого звания Героя Советского Союза с вручением ордена Ленина и медали «Золотая Звезда» за номером 5025.
После окончания войны Писаренко был демобилизован. Проживал и работал в Запорожье. Скончался 20 января 1974 года, похоронен на Капустяном кладбище Запорожья.